# Prietenii mei Tigru și Pluș
Prietenii mei Tigru și Pluș este un desen animat computerizat, bazat pe Winnnie-the-Pooh de A. A. Milne. Serialul îi prezintă pe Winnie-the-Pooh și prietenii săi: o fetiță de 6 ani cu părul roșcat și cățelul ei Buster. Darby este singurul prieten uman al găștii.
Făcută de Walt Disney Television Animation, serialul și-a avut premiera pe Disney Channel România în blocul Playhouse Disney România la data de 21 septembrie 2009. Mai târziu, a fost scos din grilă. În februarie 2017, a fost redifuzat pentru o scurtă perioadă, fiind scos din nou din grilă mai târziu.

## Personaje
- Darby
- Buster/Woodpecker
- Winnie-the-Pooh/Beaver/Tigger
- Piglet
- Eeyore
- Rabbit
- Lumpy
- Kanga
- Roo
- Christopher Robin
- Porcupine
- Turtle
- Raccoon
- Skunk

## Producție
- Producător executiv - Brian Hohlfel
- Producător în linie - Angi Dyste
- Director - David Hartman
- Director - Don MacKinnon
- Directorul vocilor - Virginia McSwain
- Editorii poveștii - Brian Hohlfeld, Dean Stefan, & Nicole Dubuc
- Scriitori - Brian Hohlfeld, Dean Stefan, Nicole Dubuc, Eileen Cabiling, Erika Grediaga, and Kim Beyer-Johnson
- Editor - Jhoanne Reyes
- Managerul producției - Craig Simpson

## DVD
- My Friends Tigger and Pooh: Super Sleuth Christmas Movie 20 noiembrie 2007

- Symphony For A Rabbit/Tigger Goes Snowflaky

- Friendly Tales 4 martie 2008

- Darby, Solo Sleuth/Doggone Buster
- Darby's Tail/Tigger's Delivery Sevice
- Pooh-Rates of the Hundred Acre Wood/Tigger's Hiccup Pickup

- Hundred Acre Wood Haunt 2 septembrie 2008

- Super-Sized Darby/Piglet's Lightning Fightening
- Eeyore's Trip To The Moon/The Incredible Shrinking Roo
- Eeyore's Home Sweet Home/Rabbit's Prized Pumpkin 

- Tigger and Pooh and A Musical Too 7 aprilie 2009